# Елизабетинска епоха
Елизабетинска епоха или Ерата на Елизабет се нарича период от историята на Англия, свързан с управлението на кралица Елизабет I (1558 – 1603) и често се смята за златен век в английската история. Тогава е достигнат върхът на английския ренесанс и на английската поезия и литература. Тогава разцъфтява Елизабетинският театър и творят Уилям Шекспир, както и много други драматурзи, разчупили оковите на предишния стил на пиесите и театъра в Англия.
Англия е била много по-добре в сравнение с други нации в Европа. Италианският ренесанс бил прекратен под натиска на чуждото надмощие на полуострова. Франция била ангажирана в собствените си религиозни битки. И отчасти заради това, но също и защото англичаните били изгонени от последния си аванпост на континента, продължилият векове конфликт между Франция и Англия през по-голяма част от управлението на Елизабет I бил преустановен.
По време на този период Англия имала централизирано, добре организирано и ефективно управление, до голяма степен в резултат на реформите на Хенри VII и Хенри VIII. Икономически страната започнала да печели от новата ера на трансатлантическа търговия.

## Романтизъм и реалност
Историците от Викторианската ера и началото на XX век идеализират Елизабетинската епоха. Енциклопедия Британика твърди, че „Дългото управление на Елизабет I, 1533 – 1603, бе Златният век на Англия...”
Всъщност при Елизабет Англия не е толкова успешна във военно отношение. Сред простолюдието, което представлявало 90% от населението, цари бедност. Въпреки достигнатите културни висоти по време на тази ера, по-малко от 40 години след смъртта на Елизабет в страната избухва гражданска война, в чиято основа лежи пуританството. 
Като цяло Елизабет осигурява един дълъг мирен период и увеличава просперитета. Макар че наследява една банкрутирала страна, чрез икономическата си политика тя успява да погаси дълга на страната до 1574 г. и по-късно страната има излишък от £300 000. През 1565 г. се създава първата стокова борса „Кралската борса“ в Англия и една от най-ранните в Европа. Тя се оказва от първостепенно значение за икономическото развитие на Англия и за света. С по-ниски данъци в сравнение с другите европейски страни по това време, английската икономика бележи ръст. 
Или поне така стоят нещата на пръв поглед.Икономическите реалности, обаче говорят за стряскаща инфлация.Тя е предизвикана от множеството концесии, които Елизабет отдава. Това води до спекула на цените, обогатяване на някои придворни и негодувание в обществото. Между 1597 и 1601 цените на стоманата нарастват двойно, на нишестето нарастват тройно, на стъклото – четворно, а на солта - единадесет пъти! Същевременно при нейното управление рязко се повишава корупцията (поради търговия с длъжности)и намаляват възможностите за допълнителни приходи. Елизабет  разпродава земи на короната за 267 800 лири;   между 1560 и 1574  Елизабет  разпродава земи на короната за 267 800 лири; че през  1589-1604 тя разпродава още земите на короната  на стойност 608 000 лири, че тегли заеми от над 750 000 лири (основната част – над 420 000 – за войната с Испанската армада) ; че  покачва местните данъци за ремонт и попдръжка на пътища и мостове; Тъй като обаче тези събития се случват в края на управлението ѝ, дълго време  трудностите, които тя "завещава" на своите наследници не са оценявани реално. Също така следва да се отбележи че Елизабет фаворизира през годините различни свои любимци. И ако Робърт Дъдли, граф Лестър иУилям Сесил, 1 барон Бърнли се оказват способни и лоялни мъже, (и дори Франсис Дрейк е от полза на Короната) то случаят с Робърт Девъро, граф Есекс се оказва катастрофа. Последният си позволява сериозни волности. Харчи безогледно пари на Короната в Испания с цел лична популярност, превръща метежа в Ирландия във фиаско, дори предприема опит за държавен преврат.  В последните години на живота ѝ одобрението към нея се понижава.На Теория изглежда, че Елизабет води миролюбива политика. В действителност тя се въвлича в поредица от конфликти с Франция и Шотландия, с Холандия, с Испания, бунт избухва в Ирландия. Елизабет има късмет  - обикновено критиките отнасят съветниците ѝ, но тя не поема своята отговорност. Следва да се отбележи, че при нито едно от военните кампании - на граф Лестър, на граф Есекс, на лорд Уилоби, на Джон Норис - Елизабет не отпуска исканите хора и ресурси. Впрочем Четири десетилетия Елизабет отказва да разреши въпроса за наследството. Съвременниците ѝ издигат нейната девственост в култ, но днешните историци смятат, че тя проявява безотговорност. Те  далеч не са толкова милостиви към нея. Особено в късния си период тя търпи много критики.

## Наука, техника и пътешествия
Елизабетинската ера е белязана със сравнителен научен прогрес. Съществен напредък е постигнат в сферата на астрономията, математиката, картографията и топографията. Голяма част от този научен и технически прогрес е бил свързан с корабоплаването. Сър Франсис Дрейк обиколил земното кълбо между 1577 и 1581, а Мартин Фробишър е изследвал Арктика.

## Изящни изкуства
Често се казва, че Ренесансът е навлязъл късно в Англия, за разлика от Италия и други страни в континентална Европа; развитието на изящните изкуства в Англия по време на Тюдорите и Стюартите било под чуждо влияние и зависело от внос на таланти като например художника Антонис ван Дайк по времето на Чарлз I. Въпреки тази тенденция се създава и развива английска художествена школа. По време на управлението на Елизабет, вероятно най-познатото име сред художниците е Николас Хилиард, но Джордж Гоуър получава по-голямо признание.

## Спорт и развлечения
По време на Елизабетинската епоха съществуват различни видове игри и развлечения:
ПразненстваВ по-голямата си част отбелязващи религиозните празници
Банкети
ПанаириЕжегоден летен панаир
Пиеси
ФестивалиОтбелязващи църковни празници
Двубои / ТурнириСерии от състезания между рицари
Игри и спортВключващи стрелба с лък, карти, боулинг, хвърляне на чук и др.
Лов
Лов със соколи
и др.

## Фестивали, празници и тържества
По време на Елизабетинската епоха хората очаквали празниците, защото възможностите за развлечение не били много, тъй като свободното време било ограничено до времето след църква в неделя. Най-често развлеченията и фестивалите се провеждали по време на църковни празници.